# Jan Baptysta Cocchi

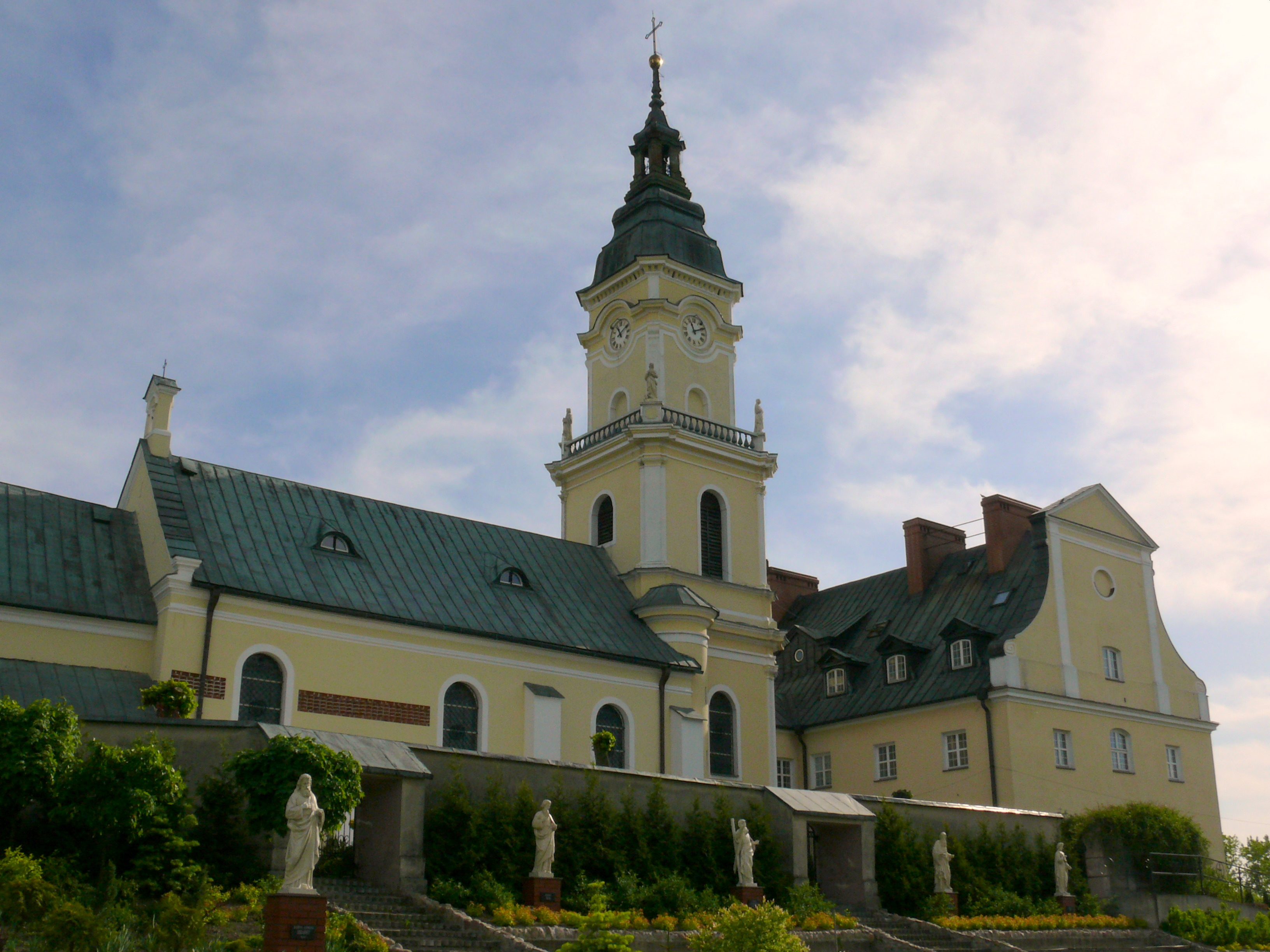
Kościół OO Paulinów w Brdowie

Jan (Giovanni) Baptysta Cocchi (Koki), ur. przed 22 marca 1701 w Porlezza, zm. 9 grudnia 1759 w Toruniu, architekt i rajca toruński.

## Życiorys
Jan Baptysta Cocchi urodził się na pograniczu włosko-szwajcarskim. Jego rodzicami byli Antoni i Barbara z Bellottów. Wykształcenie, tak elementarne, jak i fachowe z architektury, zdobył we Włoszech. W 1727 r. przybył do Polski. Co najmniej od połowy 1731 r. osiadł w Toruniu. Wykonywał wtedy projekty dla biskupa płockiego Andrzeja Stanisława Załuskiego. Dzięki jego poparciu 12 listopada 1738 r. został uznany za mieszczanina toruńskiego i przyjęty do prawa miejskiego. W latach 1748–1749 był członkiem III Ordynku, w 1750 awansował do ławy staromiejskiej, a 12 marca 1755 r. został wybrany na członka Rady – ciała kolegialnego sprawującego władzę w mieście. Cocchi był we władzach luterańskiego Torunia jednym z nielicznych katolików, reprezentując mieszczan tego wyznania. 
Ożenił się w 1738 r. z Marianną z Buczyńskich. Miał trójkę dzieci, córki Jadwigę, Mariannę i syna Jana Norberta, który został jezuitą i proboszczem toruńskim.  

## Architekt i twórca
Działalność artystyczną rozpoczął od prac na zamówienie biskupów płockich, kujawskich i chełmińskich, głównie A. S. Załuskiego i Krzysztofa Szembeka. W początku lat 30. XVIII w. budował pałac biskupi w Płocku. Przebudowywał w tym czasie także pałac biskupi we Włocławku oraz klasztor reformatów tamże. Cocchi w Toruniu był czynny także jako architekt. Opracował w latach 1735–1736 projekt przebudowy ratusza w stylu barokowym, jest też autorem wystroju sal ratuszowych. Zaprojektował pałace: Fengerów z 1742 r. (ul. Mostowej), rajcy Jakuba T. Riessa z 1746 (ul. Żeglarska) i Jakuba Meissnera (południowa pierzeja rynku). Na zamówienie Jana Ansgarego Czapskiego zbudował w 1742 r. obszerny, późnobarokowy pałac w Gzinie. Był głównym doradcą w sprawach budowlanych biskupa chełmińskiego A. S. Załuskiego, na którego polecenie nadzorował remont dachu w katedrze chełmżyńskiej (1740) i wzniósł w niej marmurowy ołtarz w kaplicy Św. Krzyża w stylu rzymskiego baroku. W 1756 r. przygotował projekt zabezpieczenia murów katedry w Gnieźnie. Odbudował klasztor paulinów w Brdowie (1758). Przypuszczalnie był także autorem innych obiektów wznoszonych w tym czasie w Prusach Królewskich i na Kujawach, brakuje jednak potwierdzenia źródłowego dla tego faktu. 